# Hansjörg Eichler
Hansjörg Eichler (Ravensburg, 1 de abril de 1916-Berlín, 22 de junio de 1992 ) fue un botánico alemán-australiano.
Ewart nace en Toxteth Park, Liverpool, Inglaterra. Hansjoerg fue educado en las universidades de Berlín y Halle-Wittenberg. Un protegido del profesor Diels, Eichler trabajó entre 1936 a 1943, en el Museo Botánico Berlín-Dahlem. En 1944 fue eximido del servicio militar para estudiar y trabajar en el Kulturpflanzenforschung Kaiser-Wilhelm-Institut de Viena, y en Gatersleben, Alemania.
En la década de los 1950, obtuvo su Dr. rer. nat. (equivalente a un doctorado). Recibió una beca postdoctoral de dieciocho meses para investigar en el Rijksherbarium, de Leiden. En noviembre de 1955 ocupó el cargo de primer curador del Herbario Estatal de Australia del Sur, y en 1973 fue nombrado conservador del Herbario australiense (CANB), donde permaneció hasta su jubilación en 1981.

## Obra
- 1987. Nomenclatural and Bibliographical Survey of Hydrocotyle L. (Apiaceae). Feddes Repertorium 98. Editor Akademie Verlag, 183 pp.
- 1986. Flora of South Australia. Ill, Vol. 1. Con John P. Jessop
- 1982. Flora of Australia. Vol. 8: Lecythidales to Batales. Comité editorial: Barbara G. Briggs (Chairman), Bryan A. Barlow, Hansjoerg Eichler, Leslie Pedley, James H. Ross, David E. Symon, Paul G. Wilson. Editor ejecutivo: Alexander S. George. ISBN 0-644-02017-2
- 1958. Revision der Ranunculaceen Maleiens. Bibliotheca Botanica 124. 110 pp.

## Honores
- Fondo de Investigación Científica Hansjörg Eichler

## Eponimia
- (Amaranthaceae) Gomphrena eichleri J.Palmer [2]